# 红花露珠杜鹃
红花露珠杜鹃（学名：Rhododendron irroratum sp. pogonostylum）为杜鹃花科杜鹃花属下的一个亚种。